# 志水宗清
志水 宗清（しみず むねきよ、生没年不詳）は、戦国時代の人物。
通称甲斐守、加賀守。
位階は従五位下。徳川家康の側室であるお亀の方の父。お亀の方は四女に当たる。兄志水小八郎忠宗は尾張家に転住し、家老職を務めた。

## 生涯
もとは石清水八幡宮神職にして修験者であった。
徳川家康がお亀の方の懐妊を知ると、父である宗清の還俗を命じられ、髪を伸ばして結ったことをお亀が家康に伝えると「志水八右衛門」と名を改めさせ、3000石を賜わり、従五位下に叙され加賀守に任じられた。その後、お亀の方が生んだ徳川義直に仕え、以後子孫は代々尾張徳川家に仕えて宿老となった。
孫の竹腰正信は宗清邸で産まれたという。

## 系譜
- 妻：龍雲院 - 東竹甲清女
  - 女子：お亀の方 - 徳川家康側室[5]、市辺甚右衛門好清の妻、中西孫右衛門の妻、男山八幡宮の神原氏左衛門の妻
  - 男子：志水忠宗